# Ebersbach (Bad Lausick)
Ebersbach ist ein Ortsteil der Stadt Bad Lausick im sächsischen Landkreis Leipzig. Er wurde am 1. Januar 1994 nach Bad Lausick eingemeindet.

## Geografie

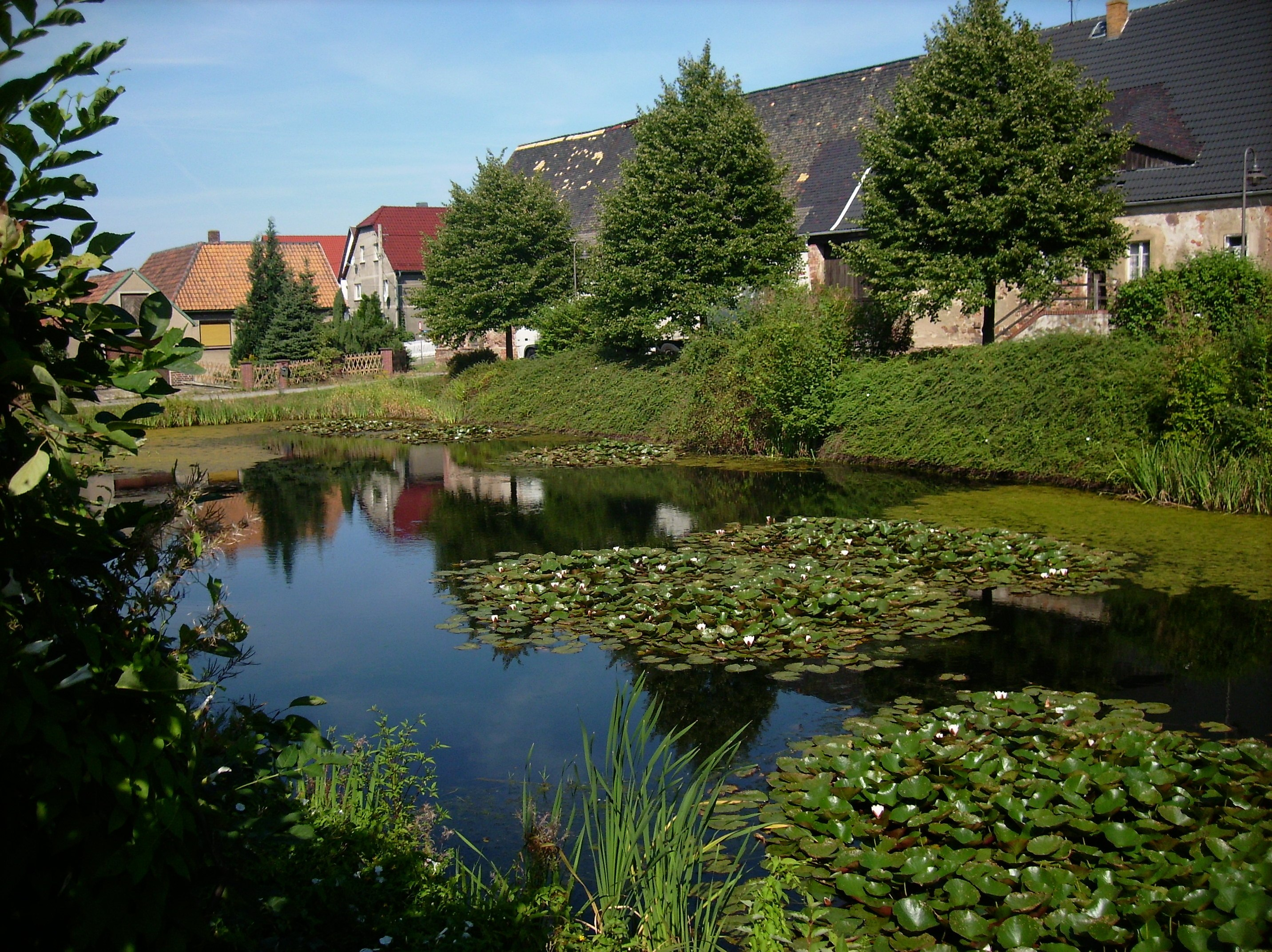
Ebersbach, Teich

### Geografische Lage und Verkehr
Ebersbach befindet sich im südlichen Stadtgebiet von Bad Lausick am Südrand des Colditzer Forsts. Der Ort liegt an der Kleinen Eula.

### Nachbarorte
| Buchheim   | Colditzer Forst (zu Colditz)                |           |
| Hopfgarten | Kompassrose, die auf Nachbargemeinden zeigt | Thierbaum |
|            | Tautenhain                                  | Nauenhain |

### Nahverkehr
Im öffentlichen Nahverkehr ist Ebersbach über die Haltestellen Ebersbach, Kirche und Ebersbach, Thierbaumer Straße mit folgenden Linien erreichbar:
- Bus 289 (THÜSAC): Geithain – Nauenhain – Ebersbach – Bad Lausick
- Bus 614 (RBL): Thierbaum – Ebersbach – Bad Lausick

## Geschichte

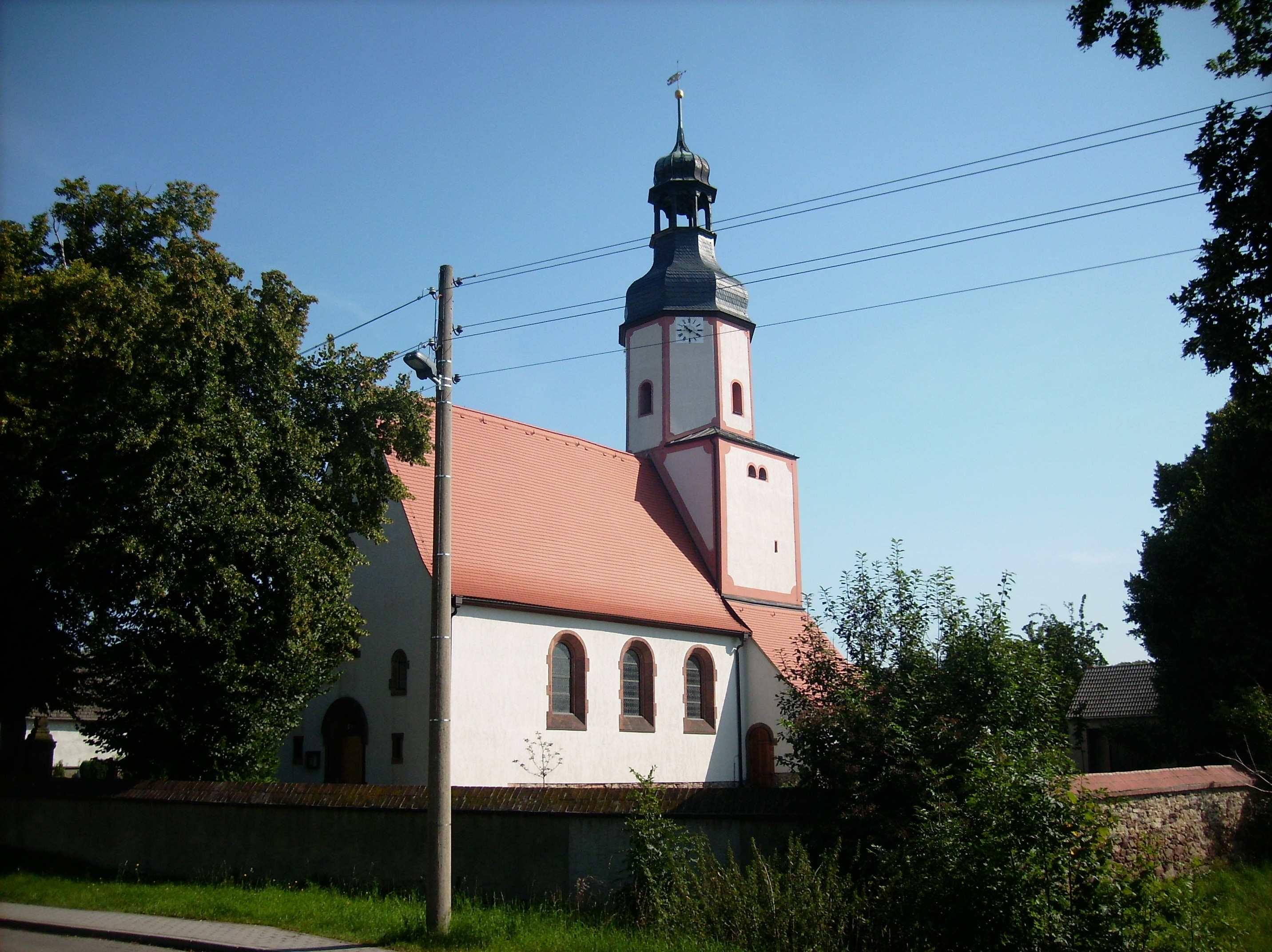
Ebersbach, Kirche

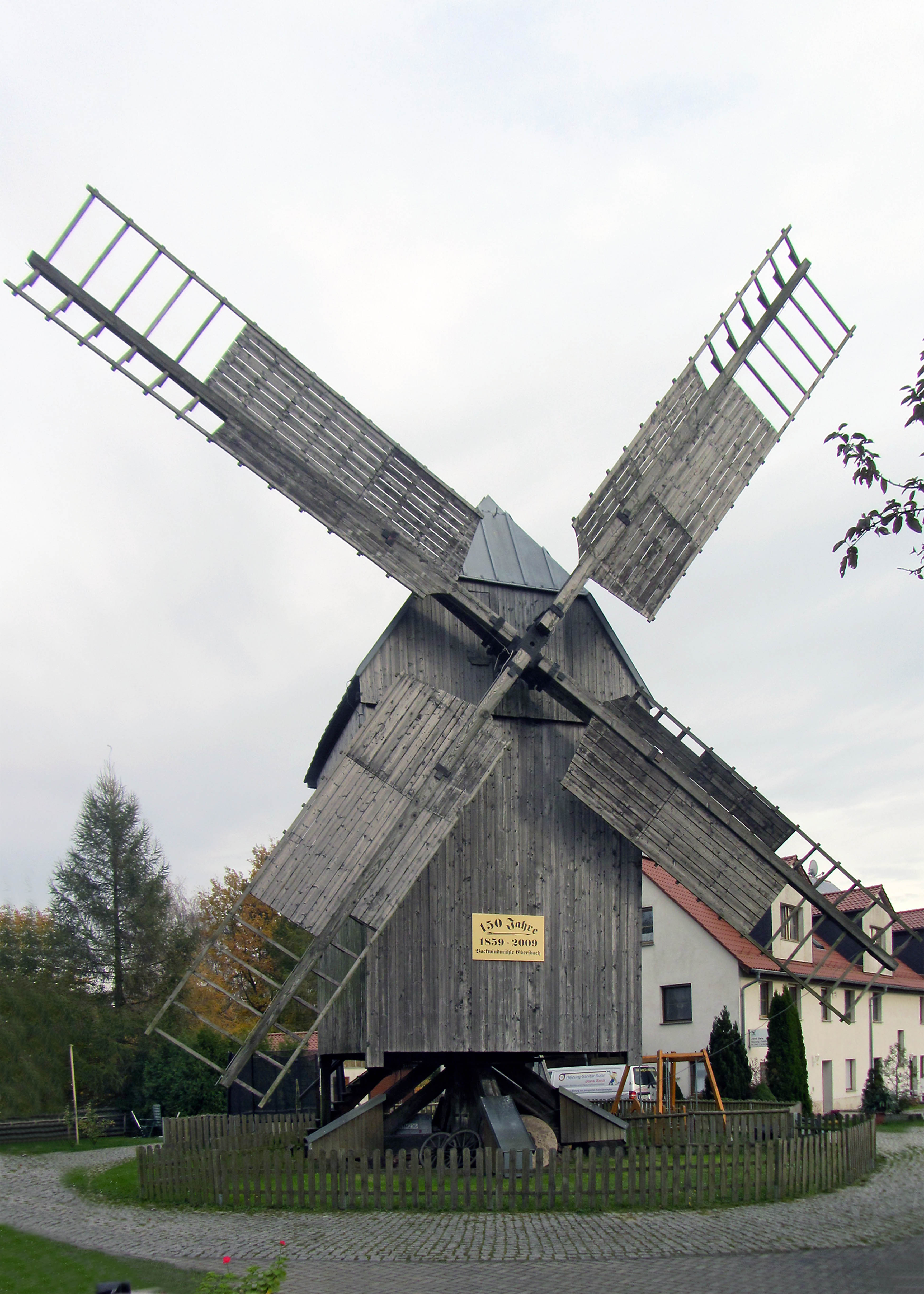
Ebersbach, Bockwindmühle

Das Straßenangerdorf Ebersbach wurde im Jahr 1349 als Ebirsbach erwähnt. Die im romanischen Stil erbaute Chorturmkirche wurde um 1200 errichtet. Um 1529 ist im Ort ein Vorwerk genannt, welches spätestens um 1875 als Rittergut bezeichnet wurde. Bezüglich der Grundherrschaft unterstand Ebersbach als Amtsdorf jedoch bis 1856 dem kurfürstlich-sächsischen bzw. königlich-sächsischen Amt Colditz. Bei den im 19. Jahrhundert im Königreich Sachsen durchgeführten Verwaltungsreformen wurden die Ämter aufgelöst. Dadurch kam Ebersbach im Jahr 1856 unter die Verwaltung des Gerichtsamts Geithain und 1875 an die neu gegründete Amtshauptmannschaft Borna.
Durch die zweite Kreisreform in der DDR im Jahr 1952 wurde die Gemeinde Ebersbach dem Kreis Geithain im Bezirk Leipzig angegliedert, der ab 1990 als sächsischer Landkreis Geithain fortgeführt wurde. Mit der Eingemeindung von Ebersbach nach Bad Lausick wechselte der Ort am 1. Januar 1994 vom Landkreis Geithain in den Landkreis Grimma, der bei der ersten sächsischen Kreisgebietsreform 1. August 1994 im Muldentalkreis aufging. Seit 2008 gehört Ebersbach als Ortsteil von Bad Lausick zum Landkreis Leipzig.

## Sehenswürdigkeiten
- Kirche Ebersbach
- Bockwindmühle Ebersbach
- Rittergut Ebersbach